# Charlie Brooks (pistard)
Charles David Brooks, detto Charlie (West Malling, 1881 – Leicester, 7 febbraio 1937), è stato un pistard britannico.

## Palmarès

### Olimpiadi
- Bronzo a Londra 1908 nel tandem.